# Psacadonotus insulanus
Psacadonotus insulanus é uma espécie de insecto da família Tettigoniidae.
É endémica da Austrália.